# Voeskenshof
Voeskenhof ist ein Landgut in Kevelaer-Kervendonk, das bis 2018 als Gastronomie genutzt wurde. Eine Wiedereröffnung ist voraussichtlich beabsichtigt.
Erstmals wurde Voeskenshof im Jahre 1463 erwähnt, in den alten Schriften allerdings auch als „Vossenhof“ oder „Füskeshof“ (mundartlich Fuchs) bezeichnet. Im Verlauf des Holländischen Krieges, den König Ludwig XIV. gegen Holland 1672–1679 führte, fielen im Amt Schravelen zahlreiche Bauernhöfe den Flammen zum Opfer, darunter auch Voeskenshof. Wohnhaus, Scheune und Stallungen mussten vollständig neu errichtet werden. Nach dem Pfälzischen Erbfolgekrieg 1688–1697 führte Ludwig XIV. den Spanischen Erbfolgekrieg 1701–1714 und Voeskenshof bekam im November 1702 ein weiteres Mal Kriegswirren zu spüren. Es kam zu Plünderungen durch die Franzosen.
Das Landgut war lange vor und bis kurz nach 1800 im Besitz des Klosters Gaesdonck, das den Hof verpachtete und viel umgebendes Bruchland in prächtige Eichenwälder umwandelte.
Die Französische Revolution 1789 brachte die Franzosen abermals bis an den unteren Niederrhein. Kirchen und Klöster verloren ihre Pachteinkommen. Am 9. Juni 1802 erklärte der erste französische Konsul Bonaparte, später Napoléon genannt, sämtliche Klöster am Niederrhein für aufgehoben und ihre Güter zu Staatseigentum (Säkularisation).
Dieses Schicksal traf auch das bei Goch gelegene Collegium Augustinianum Gaesdonck. Dessen Güter – auch Voeskenshof – wurden beschlagnahmt und im August 1805 öffentlich zum Verkauf angeboten. Die gräfliche Familie auf Schloss Wissen (bei Weeze) erwarb das Landgut. Es blieb in ihrem Besitz, bis im Jahr 1934 Familie Wehren, die urkundlich belegt schon weit über 100 Jahre als Pächterin den Hof bewirtschaftet hatte, Eigentümerin wurde.
Voeskenshof geriet gegen Ende des Zweiten Weltkrieges erneut in eine höchst bedrohliche Lage, als das Militär ihn als Benzinlager nutzte. Zugleich wurden die umliegenden Ortschaften Weeze, Uedem, Kervenheim und Winnekendonk unter schwersten Beschuss genommen und hatten immense Zerstörungen hinzunehmen. Zudem warfen die Flieger, die das Ruhrgebiet als eigentliches Ziel hatten, häufig auf dem Heimflug ihre Bombenlast hier ab. Einige Bombentrichter sind heute noch, wenn man die Flora aufmerksam betrachtet, in etwa 300 m Entfernung vom Landhaus Voeskenshof erkennbar.
Das Anwesen war nach dem Krieg für weitere Jahrzehnte durch eine gemischte Landwirtschaft aus Ackerbau und Viehzucht geprägt. 
Ab 1948 wurde es zum Lehrbetrieb, auf dem gut 20 Jahre lang viele weibliche und männliche Auszubildende zur hauswirtschaftlichen und landwirtschaftlichen Gehilfenprüfung geführt wurden.
Im Jahr 1970 begann eine strukturelle Umwandlung der betrieblichen Ländereien in den Ferienpark Kevelaer. In der weiteren Folge wurden die Betriebsgebäude des Landguts in ein Hotel-Restaurant umgebaut.
Koordinaten: 51° 36′ 35″ N, 6° 15′ 49″ O